# Bergeronprocessen
Bergeronprocessen är en process där iskristaller i moln växer på bekostnad av molndroppar. Denna process kan förklara hur moln som består av både droppar och kristaller kan bilda nederbörd.  Processen har flera olika namn, exempelvis iskristallprocessen, Bergeron–Findeisen-processen och Wegener–Bergeron–Findeisen-processen (WBF-processen).
Den första att beskriva processen var Alfred Wegener (1880–1930) som beskrev denna process 1911 i hans The Thermodynamics of the Atmosphere. Processen bevisades och utvecklades under 1930-talet av Tor Bergeron och Walter Findeisen.
Processen förklaras ofta genom att konstatera att mättnadsångtrycket är lägre över is än över (flytande) vatten vid samma temperatur. I ett moln som består av både iskristaller och molndroppar är luften från molndropparnas perspektiv mättad. Det innebär att någon storlekstillväxt av molndropparna genom kondensation inte kommer att ske. Däremot, från iskristallernas perspektiv är luften övermättad. Detta leder till att vattenånga från luften kommer att deponera (sublimera) på iskristallerna. Eftersom mängden vattenånga nu har minskat i luften kommer vattenånga nu att avdunsta från molndropparna och luften blir åter mättad från molndropparnas perspektiv. På detta sätt fortsätter processen; iskristallerna blir större och molndropparna mindre.